# Alexandra Borbélyová
Alexandra Borbélyová (* 4. září 1986 Nitra) je maďarská herečka narozená na Slovensku.
Pochází z maďarské menšiny na Slovensku a má dva sourozence. Vyrůstala ve Veľkém Cetíně a vystudovala Gymnázium Jánose Selye v Komárnu. Na Vysokou školu múzických umění v Bratislavě nebyla přijata a rozhodla se odejít do Maďarska, kde jí režisér Tamás Jordán nabídl angažmá v budapešťském Národním divadle.
V roce 2012 se stala absolventkou Univerzity divadelního a filmového umění v Budapešti. Je členkou souboru Divadla Józsefa Katony. V roce 2018 získala Evropskou filmovou cenu pro nejlepší herečku za roli Márie ve filmu Ildikó Enyediové O těle a duši, který byl také oceněn Zlatým medvědem na festivalu v Berlíně. Získala také Cenu Mari Jászaiové a Cenu maďarské filmové kritiky.
Jejím manželem je od roku 2021 herec Ervin Nagy.

## Filmografie
- 2011 Fla5h (TV seriál)
- 2013 Coming out
- 2014 Swing
- 2014 Hacktion (TV seriál)
- 2015 Az éjszakám a nappalod
- 2017 O tele a duši
- 2017 Hamlet 360
- 2017 Minden vonal (krátkometrážní)
- 2019 Soudruh Drákulič
- 2019 Skleněný pokoj
- 2019 Šťastný nový rok
- 2020 Muž se zaječíma ušima
- 2020 Spirála
- 2020 Mellékhatás (TV seriál)
- 2020 Pokud vím
- 2021 Kryštof